# Лопухов, Владимир Фёдорович
Владимир Фёдорович Лопухов (27 ноября 1943, Оренбург — 17 ноября 2019, Санкт-Петербург) — артист балета, танцовщик. По окончании Ленинградского хореографического училища им. А. Я. Вагановой в 1964 году, был принят в балетную труппу Ленинградского театра оперы и балета им. С. М. Кирова. Танцевал на сцене до 1987 года.
Исполнял партии в балетах русских, советских и зарубежных композиторов, а также танцевальные номера в оперных спектаклях. Начиная с 1988 года, Лопухов занялся преподавательской деятельностью. Благодаря известности талантливого танцовщика пригласили в Венесуэлу. Там он занимался постановкой балетных спектаклей и параллельно обучал желающих балетному искусству.
Кроме того, он знаком зрителям по ролям в фильмах-спектаклях «Испанские миниатюры» (1975), «Душой исполненный полет» (1981), «Жизель» (1983).

## Династия Лопуховых
Владимир Лопухов принадлежит к старейшей балетной династии Санкт-Петербурга :
Его отец Федор Васильевич Лопухов (1886—1973) — знаменитый танцовщик, русский и советский артист балета и балетмейстер, педагог, народный артист РСФСР (1956), заслуженный балетмейстер РСФСР (1927)
Старшая сестра отца, тётя — Евгения Васильевна Лопухова (1884—1943) — известная эстрадная танцовщица, выступавшая в паре с А. Орловым в 1910—1930-х годах.
Младшая сестра отца, тётя — Лидия Васильевна Лопухова (1892—1981) — знаменитая балерина Русских Сезонов Дягилева, танцевавшая на различных сценах США и Великобритании с 1910 по 1934 годы, супруга выдающегося экономиста Кейнса (основоположника школы кейнсианства)
Младший брат отца, дядя — Андрей Васильевич Лопухов (1898—1947) — артист Мариинского театра — театра оперы и балета им. С. М. Кирова в 1916—1945 годах, один из видных мастеров характерного танца.
Его супруга — артистка балета и педагог Наталья Матвеевна Аподиакос (9 августа 1941 — 5 марта 2018).
Сын — Фёдор Лопухов-младший (род. 1971), артист Мариинского театра с 1990 по 2015 гг.
Артист скончался 17 ноября 2019 в Санкт-Петербурге после тяжелой продолжительной болезни.